# De Núremberg a Núremberg
De Núremberg a Núremberg es un documental histórico de 1987 sobre el régimen nazi dirigido por Frédéric Rossif. El guion estuvo a cargo de Philippe Meyer, quien también tuvo el papel de narrarlo. Este documental para la televisión pública se emitió dos años más tarde por culpa de la censura.
El título hace referencia a los congresos masivos nazis en Núremberg desde la llegada al poder de Hitler (1933) hasta los juicios tras su caída (1945-1946) ocurridos en la misma ciudad.

## Argumento
Según la duración de la cinta, se divide en dos o cuatro partes. Para la duración de 180 minutos, la película se estructura en dos bloques:
- La celebración y el triunfo: esta parte comienza con el congreso del partido nazi el 15 de septiembre de 1935 en Núremberg, denominado como Le Triomphe de la volonté [nota 1] (El triunfo de la voluntad, en España), y finaliza con la muerte de Stefan Zweig,[nota 2] el 13 de febrero de 1942. Esta parte se centra, especialmente, en el surgimiento del nazismo, tras el apogeo de la guerra de conquista del Tercer Reich y sus aliados.

- La derrota y el juicio: esta parte comienza con la descripción de la Resistencia en la Europa ocupada por los nazis y destaca las discrepancias entre los movimientos de Resistencia, sobre todo entre los comunistas y los demás. Concluye con la ejecución de los altos cargos alemanes, tras los juicios de Núremberg y con extractos de una obra de teatro de Peter Weiss, La indagación,[nota 3] representada en Berlín veinte años después de la caída de la ciudad. Esta parte se enfoca el repliegue progresivo de las fuerzas alemanas ante los Aliados, aunada al auge de los movimientos de Resistencia, antes de la derrota final del Eje (Alemania, Italia y Japón); seguidamente, el documental se centra en la celebración de los juicios y los detalles de las atrocidades cometidas durante la guerra.

La película de 240 minutos se divide en cuatro partes:
- La celebración del triunfo
- La época de la Resistencia
- El giro decisivo
- La derrota y el juicio

## Ficha técnica
- Dirección: Frédéric Rossif
- Banda sonora: Vangelis
- Género: Documental
- Montaje: Marie-Sophie Dubus[3]
- Año de producción: 1987
- Año de emisión: 1989
- País: Francia
- Idioma: Francés
- Producción: Antenne 2
- Comercialización en DVD: Éditions Montparnasse

## Reparto
Philippe Meyer: narrador

## Dirección
Philippe Meyer y Frédéric Rossif decidieron que el texto narrativo no debía reflejar ningún tipo de moraleja, indignación o sesgo, ya que consideraron que los simples hechos bastaban para captar la atención y la reflexión del espectador. Con el propósito de no influir en el espectador, el propio escritor leyó el texto y no un actor, como estaba previsto, para que la lectura fuese lo más neutra y fidedigna posible, alejándose así de la «sobreactuación».
Meyer señala que algunos hechos eran poco conocidos en 1986, en especial el pacto germano-soviético y sus vinculaciones (y, más en particular, que el combustible de los bombarderos alemanes que bombardearon Londres fue suministrado por los soviéticos), y que este documental reveló a los espectadores algunos aspectos aún ocultos del conflicto. Aunque Antenne 2 obtuvo la película dos años antes de su emisión (1987), esta solo se proyectaría tras las elecciones presidenciales francesas de 1988, con el fin de que no pareciese que se tomaba partido contra el candidato de extrema-derecha. Otros argumentos se esgrimieron, como una posible «división de los franceses» sobre el tema o que «el nazismo ya no le interesaba a nadie», lo que bloqueó la emisión del documental durante algún tiempo más.

## Comentarios
El mapa utilizado para mostrar el movimiento de tropas en la película es falso, ya que es anacrónico: muestra los países europeos con sus fronteras políticas posteriores a la Segunda Guerra Mundial (salvo por la división alemana).